# ACT Alliance
Die ACT Alliance ist ein internationales kirchliches Netzwerk und eines der Bündnisse für humanitäre Arbeit und Entwicklungshilfe. Es ist im Fall von Katastrophen, Entwicklungsfragen und Lobbyarbeit aktiv. Das Sekretariat des Vereins ist in Genf.
ACT steht für „Action by Churches Together“ (Kirchen helfen gemeinsam). Die Organisation hat 140 Mitglieder und ein Finanzvolumen von rund 2 Milliarden Euro jährlich.

## Ziele
Ziel der Organisation ist es, die weltweite Arbeit der Kirchen zu koordinieren und die Hilfe durch gemeinsame Qualitätsstandards effektiver zu gestalten. Die Potenziale der Kirchen und der ihnen verbundenen Organisationen sollen stärker ausgeschöpft werden, um besser auf Notfälle reagieren zu können. Außerdem wird durch das Bündnis die Zusammenarbeit in der Entwicklungshilfe ausgebaut.

## Geschichte
Die Organisation entstand am 1. Januar 2010 aus einer Vereinigung des globalen Nothilfe-Bündnisses ACT international und des Entwicklungshilfe-Netzwerks ACT Development. Ihr schlossen sich mehr als 160 Mitgliedsorganisationen an, einige traten später wieder aus. Erster Generalsekretär war John Nduna aus Sambia. Sein Nachfolger ist seit 2017 Rudelmar Bueno de Faria aus Brasilien.